# Pierres de Mora

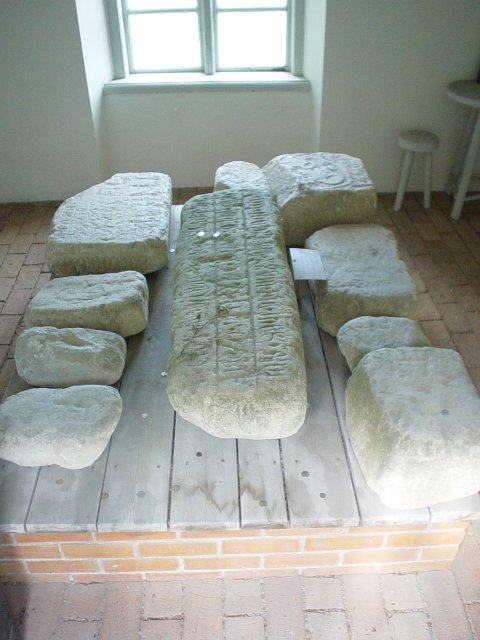
Fragments des Pierres de Mora.

Les Pierres de Mora, (suédois : Mora stenar), est un lieu historique situé à Östunavägen le territoire de la commune de Knivsta, en Suède, où les rois de Suède étaient élus jusqu'en 1457. Il s'agit d'un ensemble de pierres — aujourd'hui détruit — sur lesquelles le roi élu était acclamé par l'assemblée, le nouveau roi se tenant sur la pierre principale, la Pierre de Mora (suédois : Mora sten). L'origine de cette tradition est inconnue. 
Un bâtiment construit en 1770 à l'emplacement des Pierres de Mora protège les pierres subsistantes.

## Localisation
Le site des Pierres de Mora est situé à une dizaine de kilomètres au sud-est d'Uppsala, dans un lieu appelé Mora äng, la plaine de Mora. C'est dans ce lieu, à la limite des provinces de Attundaland et Tiundaland.
En ce lieu se tenait le Thing de Mora, l'assemblée au cours de laquelle les rois de Suède étaient élus.

## Histoire

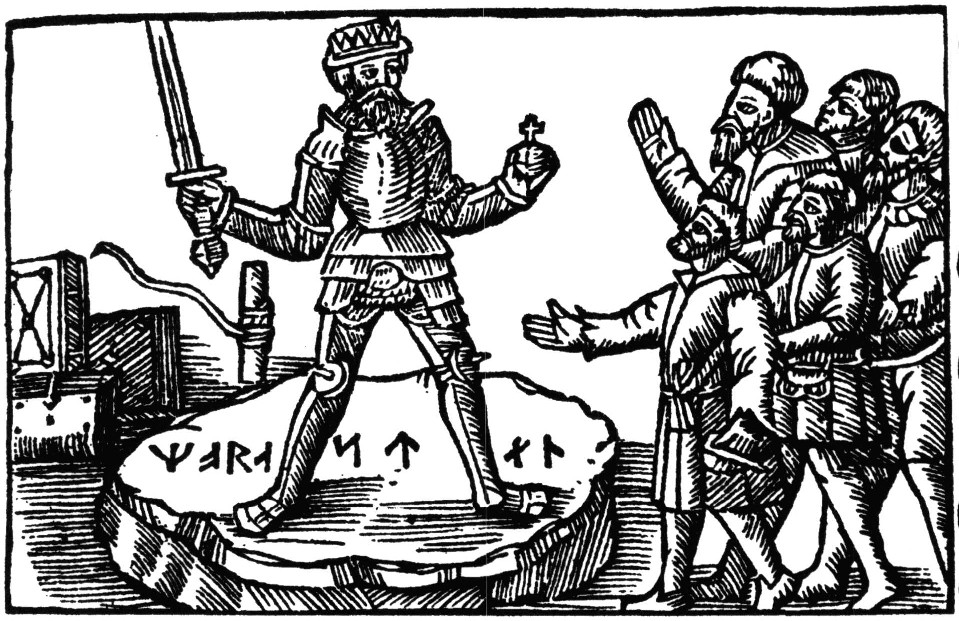
Gravure représentant l'élection d'un roi, tirée de l'ouvrage d'Olaus Magnus, Historia de Gentibus Septentrionalibus.

Les descriptions des élections les plus anciennes datent du XIIIe siècle mais le processus électoral semble si évident qu'il y a toutes les raisons de penser que la tradition est très antérieure.
Rédigée en 1296, la loi de l'Uppland édicte que les peuples des Attundaland, Tiundaland et Fjärdhundraland devaient se choisir un roi, dont l'élection devait être sanctionnée par le lögsögumad de l'Uppland, puis par ses subordonnées dans le reste du royaume. Cette approbation par les autres assemblées provinciales est appelé l'Eriksgata.
La Loi du Västergötland rappelle que les Suiones avaient le droit de choisir et déposer un texte et que cela s'appliquait aussi aux Geats.

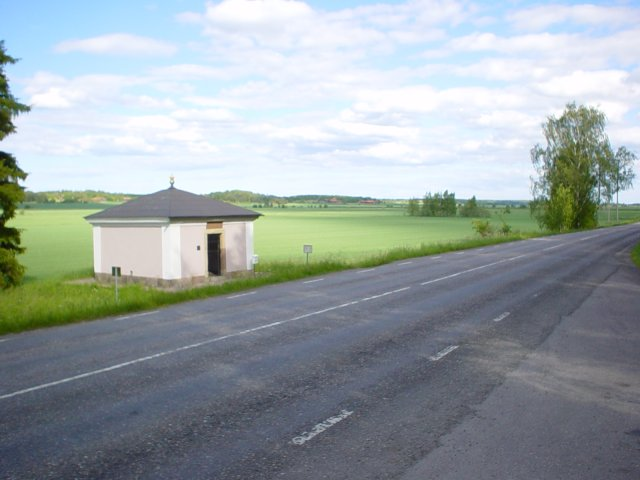
Bâtiment abritant les pierres subsistantes construit en 1770.

Après l'élection d'un roi, une pierre contenant le nom du nouveau roi restée posée sur la Pierre de Mora, puis placée à sa mort ou sa destitution à côté des autres pierres portant les noms des prédécesseurs. Les Pierres de Mora ont vraisemblablement été détruites vers 1515. La légende raconte que Sten Sture le Jeune les a cachées dans un endroit secret pour éviter que le roi du Danemark ne se fasse élire roi de Suède. Gustave Vasa et Jean III auraient sans succès tenté de restaurer les Pierres de Mora. Il est également possible que Gustave Vasa ait volontairement fait détruire le site lorsqu'il a fait adopter l'Union Héréditaire, faisant du royaume de Suède une monarchie héréditaire et non plus élective.
Un bâtiment abritant les pierres subsistantes a été construit en 1770. À environ un kilomètre de là se trouve un grand rocher plat, qui pourrait être la Pierre de Mora, selon le chercheur local Manfred Ohlson, bien que cela n'ait pas été scientifiquement prouvé.